# Aleksandr Pugowocznikow
Aleksandr Nikołajewicz Pugowocznikow, ros. Александр Николаевич Пуговочников (ur. 23 sierpnia?/4 września 1886 w guberni woroneskiej, zm. 25 marca 1968 w Nowym Jorku) – rosyjski wojskowy (podpułkownik), a następnie jugosłowiański wojskowy (major), zastępca dowódcy 600 Dońskiego Kozackiego Dywizjonu Kawalerii, a następnie zastępca dowódcy 5 Dońskiego Pułku Kozackiego 1 Kozackiej Dywizji Kawalerii podczas II wojny światowej.
W 1905 r. ukończył Nikołajewską Szkołę Kawalerii, po czym w stopniu korneta służył w lejbgwardii Pułku Ułańskiego. Następnie objął funkcję zastępcy dowódcy pułkowego oddziału szkoleniowego. Od końca października 1906 r. dowodził zwiadowcami pułkowymi. W 1909 r. awansował do stopnia porucznika. W 1910 r. ukończył kurs fechtunku w warszawskiej szkole gimnastycznej. Pod koniec września 1912 r. został dowódcą pułkowego oddziału szkoleniowego. W połowie października tego roku ukończył oficerską szkołę kawaleryjską w Sankt Petersburgu. W 1913 r. mianowano go sztabsrotmistrzem. Brał udział w I wojnie światowej. Do 1917 r. dowodził 6 Szwadronem Pułku Ułańskiego. Awansował na podpułkownika. Na początku 1918 r. wstąpił do Armii Ochotniczej gen. Antona I. Denikina. Stanął na czele oddziału gospodarczego 2 Gwardyjskiego Mieszanego Pułku Kawalerii 2 Dywizji Kawalerii. W połowie listopada 1920 r. ewakuował się wraz z wojskami Białych z Krymu do Gallipoli. W 1922 r. zamieszkał w Królestwie SHS. Nauczał jazdy konnej, brał udział w meczach hokejowych. W 1925 r. wstąpił do armii jugosłowiańskiej, zostając instruktorem w oficerskiej szkole kawaleryjskiej. Od 1929 r. w stopniu majora kierował królewskimi stajniami. Jednocześnie uczył jazdy konnej królewicza Piotra. Z powodu konfliktu z urzędnikami dworu królewskimi powrócił do oficerskiej szkoły kawaleryjskiej. Uczestniczył w krótkotrwałej wojnie z Niemcami i Włochami w kwietniu 1941 r. Dostał się do niewoli niemieckiej, po czym osadzono go w obozie jenieckim w Osnabrück. Po ataku wojsk niemieckich na ZSRR 22 czerwca tego roku, złożył raport o skierowanie go na front wschodni. Dopiero na początku 1942 r. wypuszczono go na wolność. Wstąpił do 600 Dońskiego Kozackiego Dywizjonu Kawalerii, obejmując w stopniu majora funkcję zastępcy dowódcy ppłk. Iwana N. Kononowa. Od czerwca 1943 r. był zastępcą dowódcy 5 Dońskiego Pułku Kozackiego 1 Kozackiej Dywizji Kawalerii płk. Helmutha von Pannwitza. Awansował na pułkownika. Po zakończeniu wojny uniknął repatriacji do ZSRR. Do 1949 r. mieszkał w zachodnich Niemczech, kiedy wyjechał do USA. Od 1950 r. uczył jazdy konnej w Nowym Jorku.